# ترنس ساندرز
ترنس ساندرز (انگلیسی: Terence Sanders; ۲ ژوئن ۱۹۰۱ – ۶ آوریل ۱۹۸۵) قایقران روئینگ اهل بریتانیا بود.